# Bodengucker
Der Bodengucker (Selene vomer), auch als Pferdekopf, Pferdekopffisch oder Bodengucker-Makrele bezeichnet, ist ein Fisch aus der Familie der Stachelmakrelen (Carangidae). Er kommt im tropischen und subtropischen Westatlantik von der Küste der Neuenglandstaaten, eventuell sogar vor Nova Scotia, über die Karibik, die Bermudas und dem Golf von Mexiko bis nach Uruguay vor. Rund um die Großen Antillen ist er selten.

## Merkmale
Der Bodengucker besitzt einen sehr hochrückigen, seitlich stark abgeflachten Körper und ähnelt damit den Fadenmakrelen. Charakteristisch ist sein großer Kopf, mit dem sehr steilen Kopfprofil und dem weit unten stehenden Maul. Das Auge ist gleich weit vom Maul und dem oberen Kopfrand entfernt. Die ersten Flossenstrahlen von Rücken- und Afterflosse sind stark verlängert aber nicht fadenförmig, sondern noch mit Flossenmembran verbunden. Die Bauchflossen sind sehr klein. Bodengucker werden für gewöhnlich 35 cm lang, maximal wurde eine Länge von 47 cm gemessen.
Die Farbe ist silbrig, Guanin-Farbstoffe in der Haut reflektieren das Licht, so das bei seitlich auffallendem Licht alle möglichen irisierenden Reflexionen entstehen.
- Flossenformel: Dorsale IX/23, Anale III/18.

## Lebensweise
Der Bodengucker lebt in flachem Wasser in Tiefen von einem bis 60 Metern über Hart- oder Sandböden. Jungfische gehen auch in Flussmündungen. Er lebt in Schulen, kleinen Gruppen oder paarweise und ernährt sich von kleinen Krabben, Garnelen, kleinen Fischen und Würmern.